# 陸子彰
陸 子彰（りく ししょう、497年 - 550年）は、北魏から東魏にかけての官僚。もとの名は士沈。字は明遠。本貫は河南郡洛陽県。

## 経歴
陸希道の四男として生まれた。陸昕之の後を嗣ぎ、義母の常山公主に礼を尽くした。正光年間、東郡公の爵位を嗣いだ。まもなく散騎侍郎の位を受け、山陽郡太守に任じられた。孝荘帝が即位すると、給事黄門侍郎の任を受けた。咸陽王元禧の娘を妻に迎えた。528年（建義元年）、濮陽郡王に封じられた。まもなく東郡公の爵位にもどされた。安西将軍・洛州刺史に任じられた。洛陽に召還されて、征東将軍・金紫光禄大夫の位を受け、広平王元賛の下で開府諮議参軍事をつとめた。
東魏の天平年間、衛将軍・潁州刺史に任じられたが、母が死去したため辞職して喪に服した。元象年間、衛将軍のまま斉州刺史に任じられた。驃騎将軍の号を加えられ、行懐州事をつとめた。北豫州刺史に転じ、さらに徐州刺史に転じた。1年のうちに3州の刺史を歴任したことは、当時に名誉とされた。
鄴に召還されて、衛大将軍・左光禄大夫の位を受けた。行瀛州事として出向し、まもなく侍中に任じられた。さらに行滄州事をつとめた。驃騎大将軍に進み、行冀州事をつとめた。侍読に任じられ、七兵尚書を兼ねた。後に行青州事として出向した。はじめ子彰が州刺史となると、収奪をもっぱらとしたが、晩年には態度を改め、青・冀・滄・瀛の4州の刺史の任を代行して、人々に敬愛された。550年（武定8年）2月、中書監に任じられた。3月、死去した。享年は54。都督青光斉三州諸軍事・驃騎大将軍・開府儀同三司・青州刺史の位を追贈された。諡は文宣といった。

## 子女
6人の男子が存在した。
- 陸卬
- 陸駿（字は雲驤、中書舎人、黄門侍郎、散騎常侍、東広州刺史）
- 陸杳（字は雲邁、中書舎人、黄門常侍、仮儀同三司、秦州刺史、武平年間に開府儀同三司）
- 陸騫（字は雲儀、中書舎人、黄門常侍、武平末年に吏部郎中）
- 陸摶（字は雲徴、著作佐郎）
- 陸彦師（字は雲房）

## 伝記資料
- 『魏書』巻40 列伝第28
- 『北史』巻28 列伝第16